# Гілде Фенне
Гілде Фенне (норв. Hilde Fenne, 12 травня 1993) — норвезька біатлоністка, чемпіонка світу. 

## Статистика кубка світу
У таблиці наведено статистику виступів біатлоніста в Кубку світу.
- Місця 1–3: кількість подіумів
- Чільна 10: кількість фінішів у першій десятці
- В очках: кількість виступів, на яких біатлоніст здобував очки
- Старти: кількість стартів

| Місця                     | Індивід. | Спринт | Персьют | Мас-старт | Естафета | Разом |
| ------------------------- | -------- | ------ | ------- | --------- | -------- | ----- |
| 1                         |          |        |         |           | 3        | 3     |
| 2                         |          |        |         |           |          |       |
| 3                         |          |        |         |           | 3        | 3     |
| Чільна 10                 |          |        | 1       |           | 8        | 9     |
| В очках                   | 2        | 2      | 6       | 1         | 9        | 20    |
| Стартів                   | 5        | 18     | 7       | 1         | 9        | 40    |
| Станом на: 23 лютого 2017 |          |        |         |           |          |       |